# Relaciones Argentina-Rumania
Las relaciones Argentina-Rumanía se refiere a las relaciones diplomáticas entre la República Argentina y Rumania. Ambas naciones son miembros de las Naciones Unidas.

## Historia

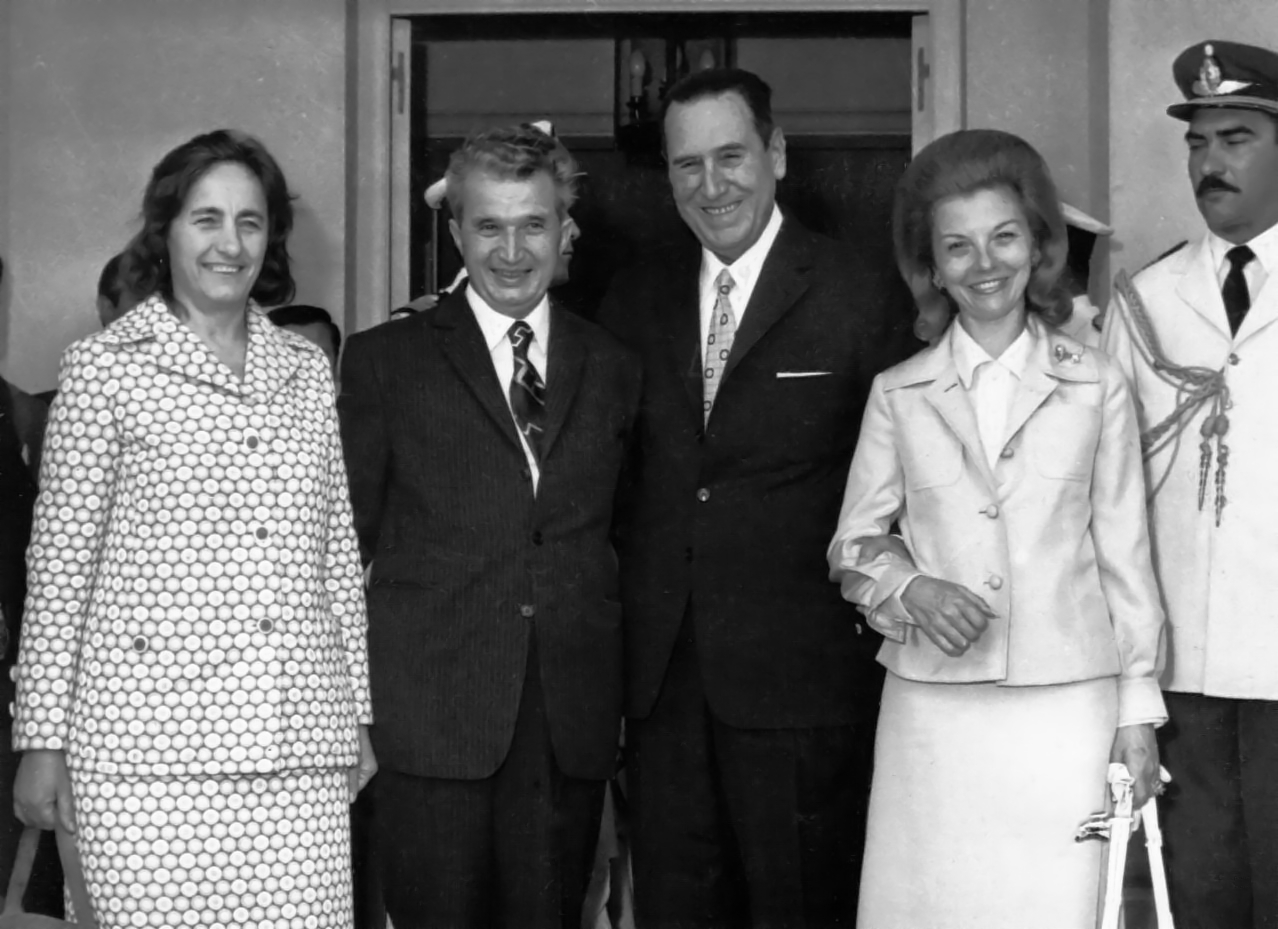
Presidente argentino Juan Perón y el presidente rumano Nicolae Ceaușescu en Buenos Aires; marzo 1974.

A finales del siglo XIX, la primera ola de rumanos comenzaron a emigrar a la Argentina, muchos de partes de Rumania que formaban parte del Imperio austrohúngaro y del territorio controlado por Rusia. Entre los migrantes había grupos minoritarios judíos y romaníes (gitanos) de Rumania que también emigraron a la Argentina. El primer contacto oficial entre Argentina y Rumanía tuvo lugar en 1880. Relaciones diplomáticas entre ambas naciones se establecieron el 24 de abril de 1931.
Durante la Segunda Guerra Mundial, la llegada del mayor número de inmigrantes rumanos a Argentina se produjo debido a la persecución nazi y la ideología comunista soviética en Rumanía. En marzo de 1964, las legaciones diplomáticas de ambas naciones se convirtieron en embajadas. En marzo de 1974, el presidente rumano Nicolae Ceaușescu realizó una visita oficial a la Argentina y se reunió con el presidente Juan Perón. Después de la caída del Comunismo en Rumania en 1989; a los rumanos se les permitió moverse libremente sin el permiso del estado.
En marzo de 1993, el ministro de Relaciones Exteriores argentino, Guido Di Tella, durante una visita oficial a Hungría declaró que Argentina era capaz de recibir inmigrantes europeos. Al día siguiente, el embajador argentino en Rumanía, publicó una solicitud en los medios locales informando sobre la iniciativa basada en la declaración del Ministro de Relaciones Exteriores, y al día siguiente 6,000 rumanos fueron estacionados en la puerta de la embajada argentina en Bucarest solicitando solicitudes de inmigración a la Argentina. En pocos días, la embajada argentina recibió 17,000 solicitudes de inmigración, sin embargo, muchos solicitantes no pudieron cumplir con varios requisitos y tenían poco dinero para establecerse en la Argentina. Cuando las noticias llegaron a la Argentina, muchos se salieron a las calles protestando por la posible llegada de los inmigrantes rumanos que supuestamente venían a la Argentina a ocupar empleos que no existían para los locales. En julio de 1993, el presidente rumano Ion Iliescu realizó una visita a la Argentina y se reunió con el presidente Carlos Menem para discutir una posible inmigración rumana a la Argentina. Al final, solo unos pocos cientos de rumanos recibieron visas para emigrar a la Argentina.
A lo largo de los años, ha habido numerosas visitas de alto nivel entre líderes y ministros de relaciones exteriores de ambas naciones. Los lazos de cooperación entre Argentina y Rumanía se han incrementado mediante la identificación de sectores que conducen a la implementación de proyectos específicos. Ambas naciones tienen una base legal sólida para promover el comercio, la economía, las inversiones, la ciencia y la tecnología, la cultura y la educación entre ellas. En 2016, ambas naciones celebraron 85 años de relaciones diplomáticas.

## Acuerdos bilaterales
Ambas naciones han firmado algunas acuerdos bilaterales, como un Acuerdo de Cooperación Cultural (1969); Acuerdo de Comercio (1993); Acuerdo de Cooperación para el uso Pacífico de la Energía Nuclear (1993); Acuerdo de Protección Mutua de Inversiones (2011); Acuerdo de Cooperación en Ciencia y Tecnología (2011) y un Tratado de Extradición (2017).

## Misiones diplomáticas residentes
- Argentina tiene una embajada en Bucarest.[6]
- Rumania tiene una embajada en Buenos Aires.[7]

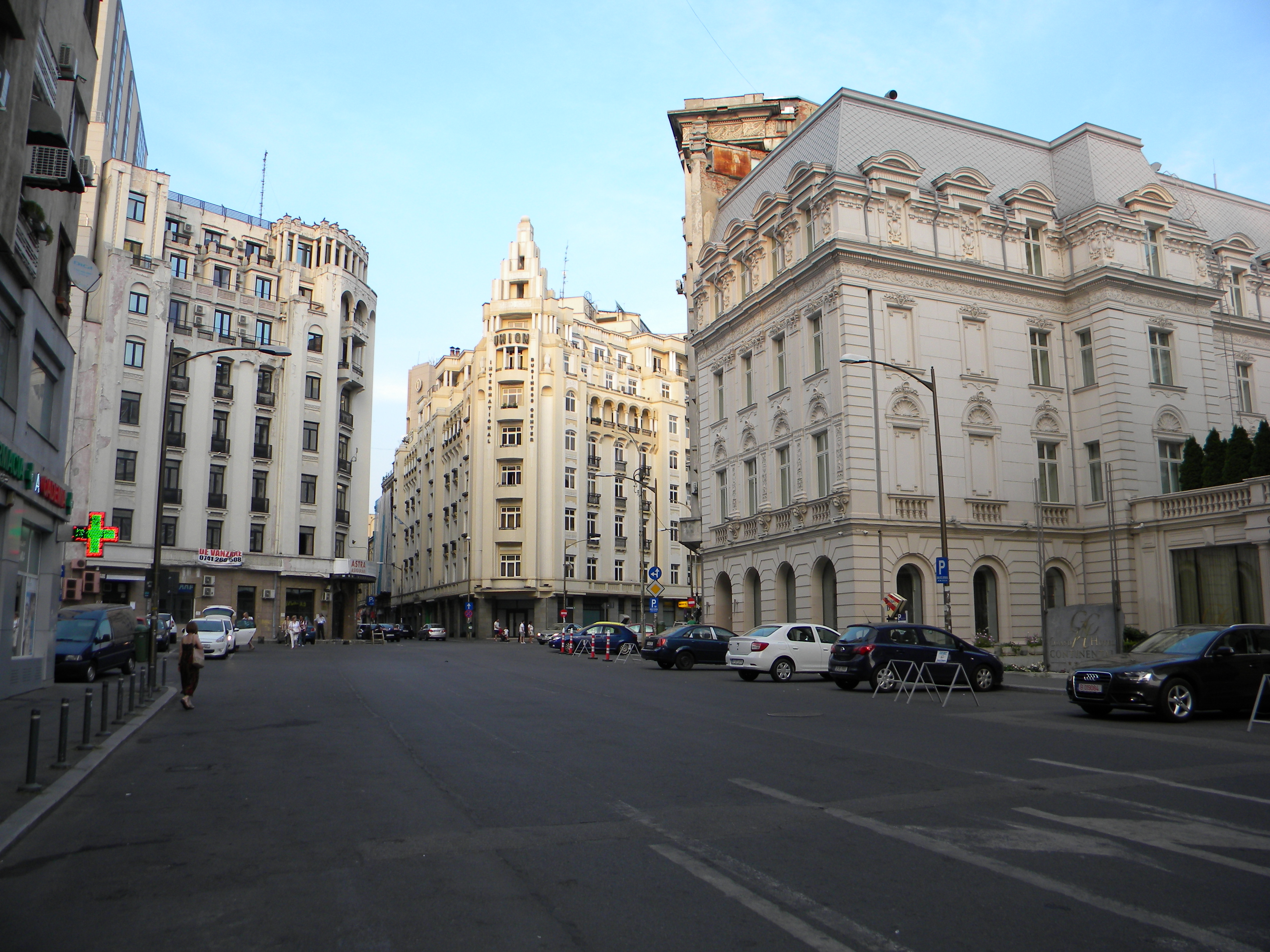
Union International Center alojando a la Embajada de Argentina en Bucarest
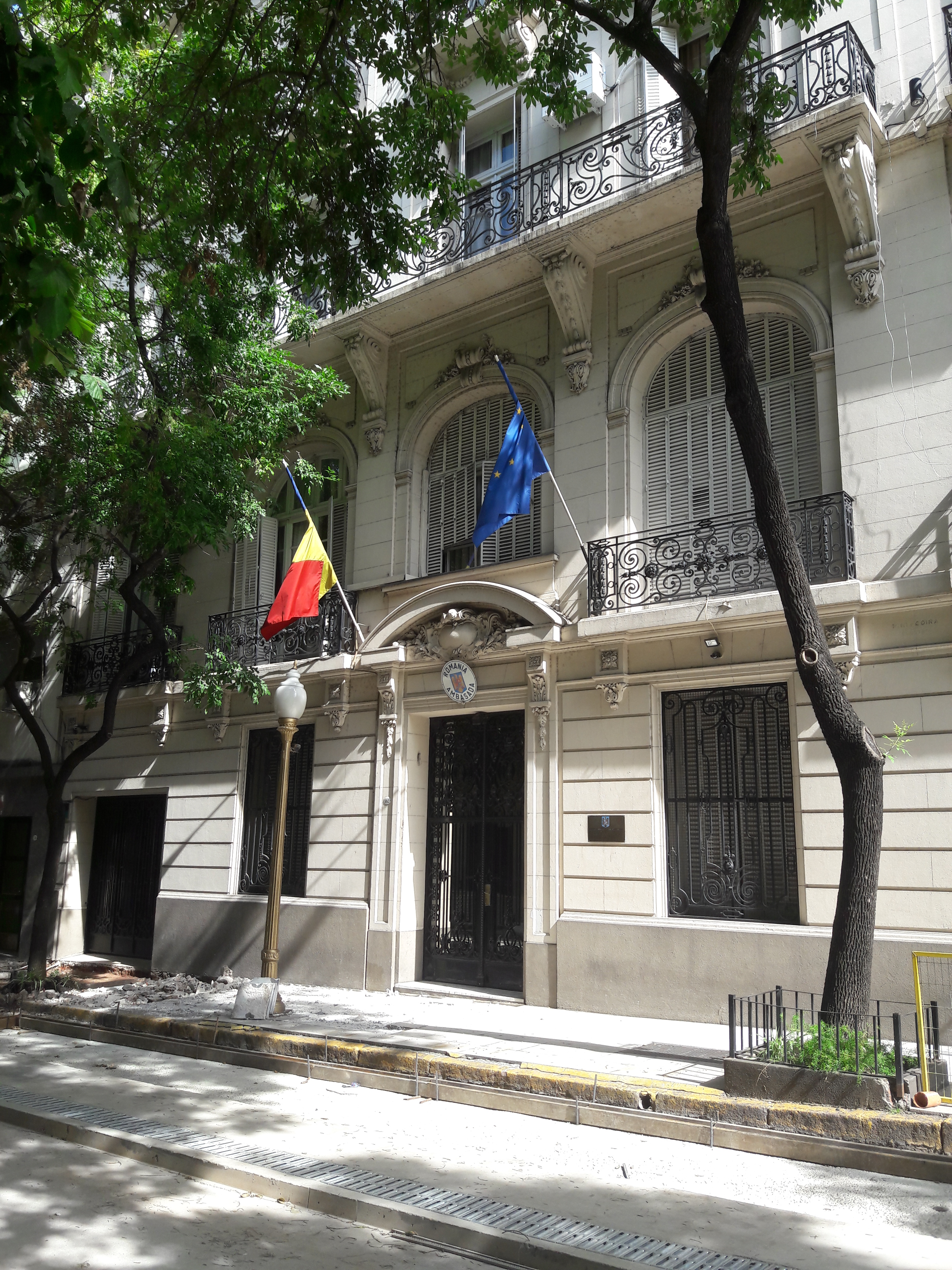
Embajada de Rumania en Buenos Aires